# Oscar Verbeeck
Oscar André Verbeeck (ur. 6 czerwca 1891 w Saint-Josse-ten-Noode, zm. 13 sierpnia 1971) – belgijski piłkarz występujący podczas kariery na pozycji obrońcy. Złoty medalista z Antwerpii.

## Życiorys
Verbeeck swoją karierę zaczął w Club Brugge. Grał tam przez 4 lata, po czym przeniósł się do Royale Union Saint-Gilloise. Dwukrotnie z nimi został mistrzem Belgii oraz dwukrotnie triumfował w pucharze Belgii.
Debiut w reprezentacji Belgii zaliczył 25 stycznia 1914 roku w przegranym 4:3 towarzyskim meczu z reprezentacją Francji.  Wraz z kolegami zdobył złoty medal na Letnich Igrzyskach Olimpijskich 1920 w Antwerpii. Belgowie po kolei pokonywali reprezentacje Hiszpanii, Holandii oraz Czechosłowacji. Verbeeck zagrał w każdym z tych meczów i strzelił w nich 4 bramki. Także na Letnich Igrzyskach Olimpijskich 1924 wziął udział w turnieju razem z kolegami, lecz tam już w pierwszej rundzie polegli ze Szwedami. Ogólnie w barwach narodowych wystąpił 27 razy.

### Występy w reprezentacji w danym roku
| Repreezentacja | Rok     | Mecze | Bramki |
| -------------- | ------- | ----- | ------ |
| Belgia         | 1914    | 1     | 0      |
| Belgia         | 1919    | 1     | 0      |
| Belgia         | 1920    | 5     | 0      |
| Belgia         | 1921    | 4     | 0      |
| Belgia         | 1922    | 5     | 0      |
| Belgia         | 1923    | 6     | 0      |
| Belgia         | 1924    | 5     | 0      |
| Ogólnie        | Ogólnie | 27    | 0      |